# Xironodrilus formosus
Xironodrilus formosus är en ringmaskart. Xironodrilus formosus ingår i släktet Xironodrilus och familjen Xironodrilidae. Inga underarter finns listade i Catalogue of Life.